# Unterries
Unterries (umgangssprachlich auch Ries) ist eine Rotte im Gemeindegebiet der österreichischen Stadt Dornbirn, Bundesland Vorarlberg. Unterries ist eine Aussiedlung von Bantling und wurde lange Zeit als „Bantling unter der Riese“ bezeichnet.
Ursprünglich bestanden in Unterries laut Urkataster von 1857 vier Bauernhöfe, von denen drei von der Durchzugsstraße etwas zurückgesetzt waren und noch heute dadurch den damaligen Ortsbildcharakter erkennen lassen. Vermutlich zu Ende des 19. Jahrhunderts ist an der Abzweigung eine kleine, zu Unterries HNr. 3 gehörende Kapelle gebaut worden.

## Namensherleitung
Unterries bezieht den Namen auf die Holzriese, die hier lange Zeit zum Transport der Baumstämme aus den oben liegenden Wäldern in Verwendung war.

## Geografie

### Überblick
Unterreis liegt als Teil des Bezirks Oberdorf im Osten des Dornbirner Siedlungsgebiets auf etwa 676 m ü. A. gelegen und ist vom Stadtzentrum von Dornbirn etwa 2 km Luftlinie entfernt. Unterries liegt teilweise direkt an der Straße von der Bergparzelle Watzenegg zum Bödele.
In „Schematismus für Tirol und Vorarlberg“ (1839) wird Unterries als eigenständiger Weiler und Teil von Dornbirn angeführt. Ebenfalls im „Provinzial-Handbuch von Tirol und Vorarlberg für das Jahr 1847“.

### Nachbarparzellen / -orte
|                     | Fallenberg (Dornbirn) |                     |
| Bantling (Dornbirn) |                       | Schwende (Dornbirn) |
|                     | Watzenegg (Dornbirn)  |                     |

## Bevölkerung und Bebauung
Aktuelle Bevölkerungszahlen werden nicht mehr veröffentlicht. Heute bestehen etwa fünfundzwanzig Wohngebäude und einige Wirtschaftsgebäude sowie eine kleine Kapelle in der Rotte.

## Verkehr
Unterries ist mit Kraftfahrzeugen über die Bödelestraße sehr gut erreichbar.

## Handwerk, Gewerbe
In Unterries entstanden keine besonderen Handwerksbetriebe oder Gewerbebetriebe. Noch heute dominiert die Landwirtschaft das Gebiet.

## Gewässer

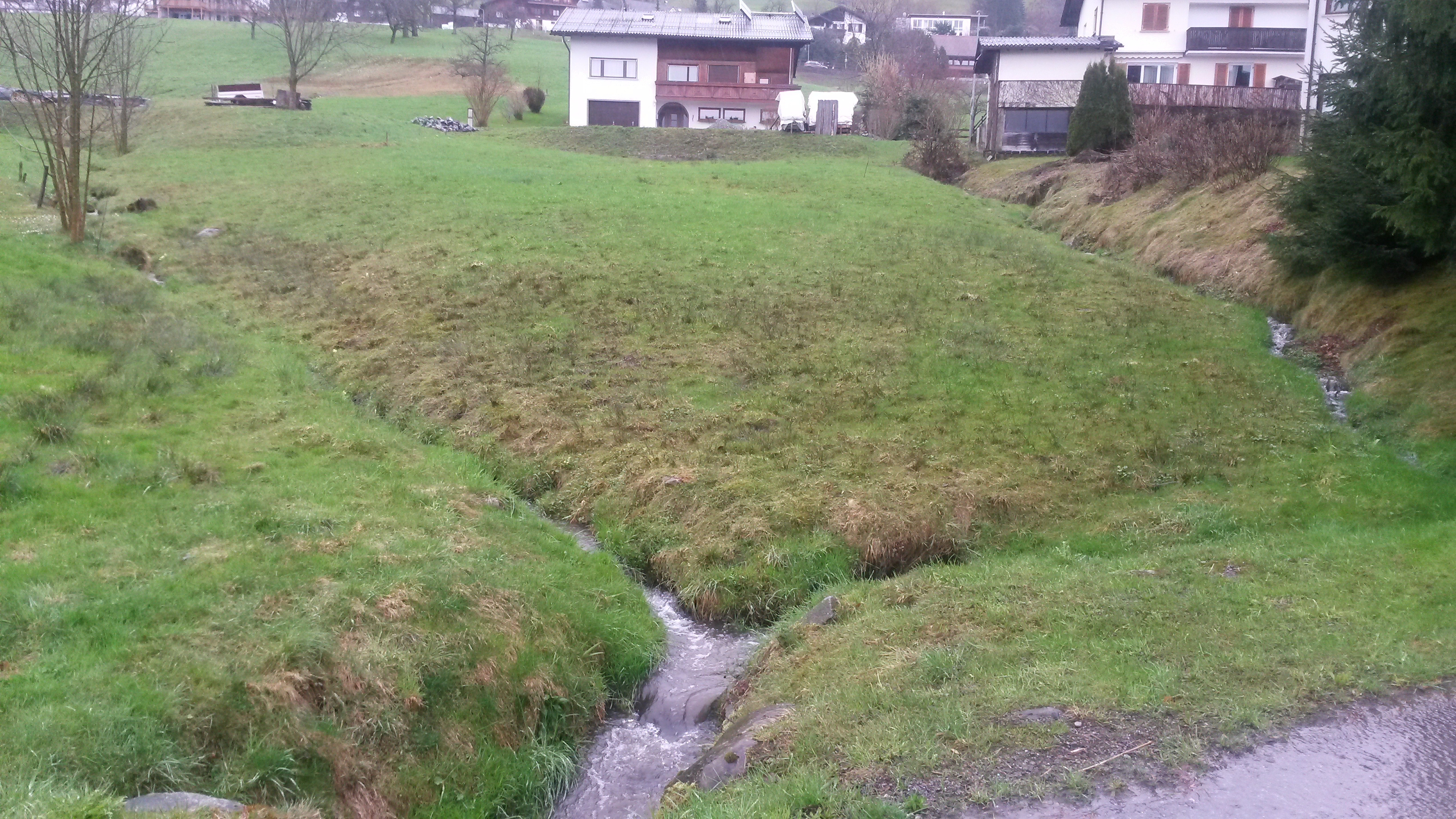
Zusammenfluss mit dem Bantlingergraben

Mitten durch Unterries fließt der Bantlingergraben. Nördlich ein weiterer, namenloser Bach, der sich kurz unter Unterries mit dem Bantlingergraben vereinigt.